# Krajenka
Krajenka (in tedesco Krojanke) è un comune urbano-rurale polacco del distretto di Złotów, nel voivodato della Grande Polonia.
Ricopre una superficie di 191,79 km² e nel 2004 contava 7 192 abitanti.